# クリスマスプレゼント
クリスマスプレゼントとは、年末のクリスマスシーズンにおいて親しい人などに贈られる贈り物。

## 西欧における歴史
キリスト教ではキリストの降誕を祝う祭りと太陽の新生を祝う冬至祭とが融合した、クリスマスを家族で祝うのが一般的である。クリスマスには普段離れて暮らしている親族が実家に集まり、クリスマスパーティを開いたり、クリスマスプレゼントを交換する風習がある。
プレゼントを交換する風習はもともと聖ニコラウスの日と呼ばれていた12月6日の伝統行事であった。しかし、1535年にマルティン・ルターがこれをクリスマスに行うべきと提唱したことでクリスマスに行われる風習となった。

## 日本における歴史

### 明治時代
日本のクリスマスプレゼントの習慣は、明治時代に始まる。1906年（明治39年）12月18日付の読売新聞は、救世軍による「貧しい人々へのクリスマスプレゼント」について報じた。籠に果物やパン・菓子・玩具などを詰め込んだものを、3万人を越える貧民に手渡したものである。同新聞には、「我が国にありては今回を以って始めとする由」と記されている。当時、ニューヨークで行われるような貧民への大規模なプレゼント作戦を目標としていた。

### 大正時代
大正時代になると、クリスマスプレゼントの習慣は、すっかり人々の生活の中に根をおろした。1923年（大正12年）12月3日の東京日日新聞は、「Xマス近づく」との見出しの記事において「坊ちゃん嬢ちゃんに歓迎されるクリスマス・プレゼントは、年々盛んになるばかりだ」と報じている。当時、盛んに交わされていたクリスマスプレゼントは下記のようなものであった。
- サンタクロース人形
- クリスマスケーキ
- 電気が灯るクリスマスの飾り付けをした家
- タイプライター玩具
- 文房具
- レターセット
- ミルクチョコレート

### 昭和時代
1960年頃に日本独自のスタイルとして、菓子を詰めたクリスマスブーツが登場した。これはクリスマスツリーの飾りの延長としてブーツ型の菓子ケースをデザインしたのが始まりとされ、のし紙や包装紙にこだわる日本ならではのものである。

## 有名なクリスマスプレゼント
- 1896年にアメリカの実業家、グリフィス・ジェンキンス・グリフィスがロサンゼルス市に3015エーカー（約12平方km、東京ドーム約261個分）の公園用地を市民へのクリスマスプレゼントとして贈った[4]。現在、グリフィス天文台のある公園になっている。